# Pałac Mielżyńskich w Poznaniu
Pałac Mielżyńskich w Poznaniu – klasycystyczny budynek, pierwszy realizujący w pełni założenia tego stylu w Poznaniu. Zajmuje posesję numer 91 przy Starym Rynku. W skromnej fasadzie uwagę zwracają proste pilastry, wysunięty gzyms i wysoka attyka zwieńczona herbem, który jest podtrzymywany przez dwa lwy.
Pałac powstał w latach 1795–1798 w wyniku przebudowy zakupionej w 1772 przez Maksymiliana Mielżyńskiego kamienicy, jednak już w 1800 budynek ponownie przebudowano na kamienicę lokatorską. W 1806 swoją kwaterę umieścili tu Jan Henryk Dąbrowski i Józef Wybicki. Pałac został całkowicie zniszczony podczas walk w 1945. Odbudowano go w stylu klasycystycznym w latach 1954–1957 i przekazano wojewódzkiemu zarządowi PTTK, który miał w nim swoją siedzibę. Od tego czasu w pałacu znajdował się również Dom Turysty. W styczniu 2011 r. właścicielem obiektu stała się formalnie spółka "Pałac Mielżyńskich", która odkupiła go od spadkobierców rodziny Mielżyńskich w roku 2006 i od tego czasu dochodziła swych praw w sądzie.
| Plan Starego Rynku | |
| ------------------ | --- |
|                    | Wybrane zabytki: \| \| Legenda \| \| \| Ratusz \| \| \| Waga miejska \| \| \| Domki budnicze \| \| \| Odwach \| \| \| Pałac Działyńskich \| \| \| Pałac Mielżyńskich \| \| \| Pałac Górków \| \| \| Muzeum Instrumentów \| \| \| Fontanna Prozerpiny \| \| \| Studzienka Bamberki \| \| \| Pręgierz \| |
|                    | Legenda |
|                    | Ratusz |
|                    | Waga miejska |
|                    | Domki budnicze |
|                    | Odwach |
|                    | Pałac Działyńskich |
|                    | Pałac Mielżyńskich |
|                    | Pałac Górków |
|                    | Muzeum Instrumentów |
|                    | Fontanna Prozerpiny |
|                    | Studzienka Bamberki |
|                    | Pręgierz |